# العلاقات الأردنية السعودية
العلاقات الأردنية السعودية ظلت العلاقات السياسية مضطربة بين شرق الأردن والسعودية، فقد أدى استحواذ الملك عبد العزيز على مملكة الحجاز في أواخر عام 1925م إلى بقاء الأمن على حدود البلدين مفقوداً بصورة تامة، بسبب غارات العشائر عبر الحدود، وعدم تمكن الحكومتين من السيطرة على العشائر التابعة لهما على الرغم من توقيع اتفاقية جدة بين الطرفين.
بالرغم من توقيع الأردن والسعودية على معاهدة صداقة وحسن جوار عام 1933م، إلا أن قضية ضم العقبة ومعان اللتين تنازل عنهما الشريف حسين إلى شرق الأردن ظلت معلقة بين الجانبين، وكانت السعودية تثيرها في كل مرة خلال الأعوام (1935و 1943و 1950م) (وقد وافقت السعودية على التنازل عن العقبة ومعان مقابل منطقة القريات والتي كانت منطقة أردنية.
وبالرغم من زيارة الأمير سعود بن عبد العزيز لشرق الأردن عام 1935م إلا أن التمثيل السياسي بين البلدين الشقيقين لم يتم إلا في أيلول عام 1948م، فقد زار بعدها الملك عبدالله بن الحسين السعودية ثم زارها الملك طلال بن عبد الله بن حسين
بعد تسلم الملك الحسين بن طلال سلطاته الدستورية تحسنت العلاقات الأردنية السعودية، حتى شكلت محوراً مهما له أثره الفاعل على الساحتين الإقليمية والدولية، ومنذ ذلك الحين والحكومة السعودية تقدم المساعدات والمعونات المالية لحكومة المملكة الأردنية الهاشمية، إيمانا من حكومتي البلدين بزيادة أواصر المحبة والتآخي، ورفع سوية معيشة الشعب العربي الواحد في كلا البلدين.
في آذار 2017م، زار الملك السعودي سلمان بن عبد العزيز آل سعود الأردن، لبحث العلاقات الثنائية بين البلدين، وسبل تعزيزها في المجالات كافة، وبحث القضايا الإقليمية والدولية ذات الاهتمام المشترك. وقد وقِعت العديد من الإتفاقيات والمذكرات في مجالات الصحة، والإعلام، والثقافة، والشؤون الاجتماعية، والإسكان، وإرسيت عدة مشاريع بينها مشروع عقد البحث والتطوير في مشروع تعدين خدمات اليورانيوم في منطقة وسط الأردن من قبل جامعة الملك عبدالله، و مذكرة تفاهم لدراسة الجدوى الاقتصادية لبناء مفاعلين في الأردن لإنتاج الكهرباء وتحلية المياه، ومشروع الريشة لتطوير وبناء وتشغيل محطة شمسية بقدرة 50 ميجا وات، التي تقع على الحدود الشرقية للأردن. كما سيرأس الملك السعودي الوفد السعودي في القمة العربية المنعقدة في البحر الميت.

## اتفاقية جدة
اتفاقية خاصة بتعيين الحدود الأردنية الحجازية عقدتها بريطانيا بالنيابة عن حكومة شرق الأردن عام 1925م.تألفت الاتفاقية من 16 مادة، أهمها:
- تعهد حكومة نجد بمنع قواتها من التعدي على الأراضي الأردنية.
- عدم إقامة حصون جديدة على حدود الأردن واستعمالها كنقطة انطلاق عسكرية.
- صيانة جميع الحقوق التي تتمتع بها في وادي السرحان القبائل غير التابعة لها.
- اعتراف حكومتي شرق الأردن ونجد بأن غزو العشائر القاطنة في أراضيها لأراضي الحكومة الأخرى اعتداء يستلزم العقاب.
- تأليف محكمة خاصة للنظر في الاعتداءات التي تقع من وراء الحدود.
- السماح بحرية مرور المسافرين والحجاج على أن يخضع الحجاج والمسافرون لشروط السفر المرعية في نجد وشرق الأردن.